# NGC 1166
NGC 1166 (również PGC 11372 lub UGC 2471) – galaktyka spiralna (Sab), znajdująca się w gwiazdozbiorze Barana. Odkrył ją Albert Marth 1 października 1864 roku.